# 東京の恋人 (1952年の映画)
『東京の恋人』（とうきょうのこいびと）は、1952年に公開された千葉泰樹監督の日本映画。

## あらすじ
ユキは銀座にある宝石店「宝山堂」の前で似顔絵描きをしていた。
ユキと同じ裏町に住む正太郎、忠吉、大助の3人も、同じ場所で靴磨きと靴直しをしていた。
ある日この宝石店へ、黒川という宝石の偽物作りの名人が偽のダイヤを届けたことから、周囲の人々を巻き込みダイヤの真贋をめぐって騒動になる。

## スタッフ
- 監督 - 千葉泰樹[1]
- 脚本 - 井手俊郎、吉田二三夫 [1]
- 製作 - 熊谷久虎、藤本真澄 [1]
- 撮影 - 飯村正[1]
- 音楽 - 飯田信夫[1]
- 主題歌
  - 「おいらは街の三銃士」作詞 佐伯孝夫、作曲 飯田信夫、唄 宇都美清、草葉ひかる、羽山和男 [3]
  - 「東京の街角」作詞 佐伯孝夫、作曲 飯田信夫、唄 草葉ひかる [3]
- 美術 - 北猛夫、浜上兵衛 [1]
- 録音 - 宮崎正信[3]
- 照明 - 大沼正喜[3]
- 編集 - 笠間秀敏[3]

## キャスト
- 原節子 - 原田ユキ [1]
- 三船敏郎 - 黒川 [1]
- 杉葉子 - ハルミ [1]
- 藤間紫 - 福田小夏 [1]
- 森繁久彌 - 赤澤 [1]
- 清川虹子 - 鶴子夫人 [1]
- 小泉博 - 正太郎 [1]
- 増渕一夫 - 忠吉 [1]
- 井上大助 - 大助 [1]
- 沢村貞子 - 宝山堂夫人 [1]
- 岡村文子 - ハルミの母[3]
- 十朱久雄 - 宝山堂店主 [1]
- 柳谷寛 - 医師[3]
- 廣瀨正一[3]
- 中山豊[3]
- 村上冬樹[3]
- 小杉義男 - 取調官[3]
- 堺左千夫[3]
- 勝本圭一郎[3]
- 山本廉[3]
- 加藤茂雄[3]
- 榊田敬治[3]
- 三田照子[3]
- 高山スズ子[3]
- 鏑木ハルナ[3]